# 哈利·波特与豹走龙

《哈利·波特与豹走龙》封面

《哈利·波特与豹走龙》（英語：Harry Potter and Leopard-Walk-Up-to-Dragon）是一本2002年于中國大陸出版的取材哈利波特原著的中文小说，被视为企圖借英国作家J·K·罗琳畅销小说系列《哈利·波特》之名从中牟利。在这本书出版时，《哈利·波特》系列的第五本小说（2003）尚未出版。

## 簡介
《哈利·波特与豹走龙》书名中的“豹走龙”是书中一個角色的名字，由於媒体不了解，便将书名逐字译為“Harry Potter and Leopard-Walk-Up-to-Dragon”。故事内容大部分为英国作家J.R.R.托尔金著名小说系列《魔戒》三部曲前传《哈比人歷險記》的翻译，其中人物名字大部分被改为《哈利·波特》系列中的人物，整本书只有第一章（魔法雨把哈利·波特变成哈比人）和最后几段（哈利恢复原形）为原著。书本的封面仿照《哈利·波特》系列简体中文版封面，图案为哈利骑在人马身上与一条龙决斗的場景，“原著”为J·K·罗琳，“译者”为“马玉萍”。书内注明「献给罗琳的爱丁堡住家的房东与房东的3岁孙女」，本书自称“出版商”为内蒙古人民出版社，但为其否认。

## 爭議
《哈利·波特与豹走龙》上市后，很快被识破並非J·K·罗琳的原著，而罗琳与华纳兄弟（《哈利·波特》电影系列版权持有者）设法阻止本書发行，至今《哈利·波特与豹走龙》的作者身份尚未公开。由於故事内容大部分为《哈比人歷險記》的中文翻译，《哈利·波特与豹走龙》作者也涉及违反《哈比人歷險記》的版权，不过原著作者托尔金的遗产管理基金会（《哈比人歷險記》及《魔戒》三部曲版权持有者）及新线影业（《魔戒》三部曲电影版权持有者）没有透过任何法律途径求偿。